# Talang Kabu
Talang Kabu is een bestuurslaag in het regentschap Seluma van de provincie Bengkulu, Indonesië. Talang Kabu telt 1592 inwoners (volkstelling 2010).